# George Fiske

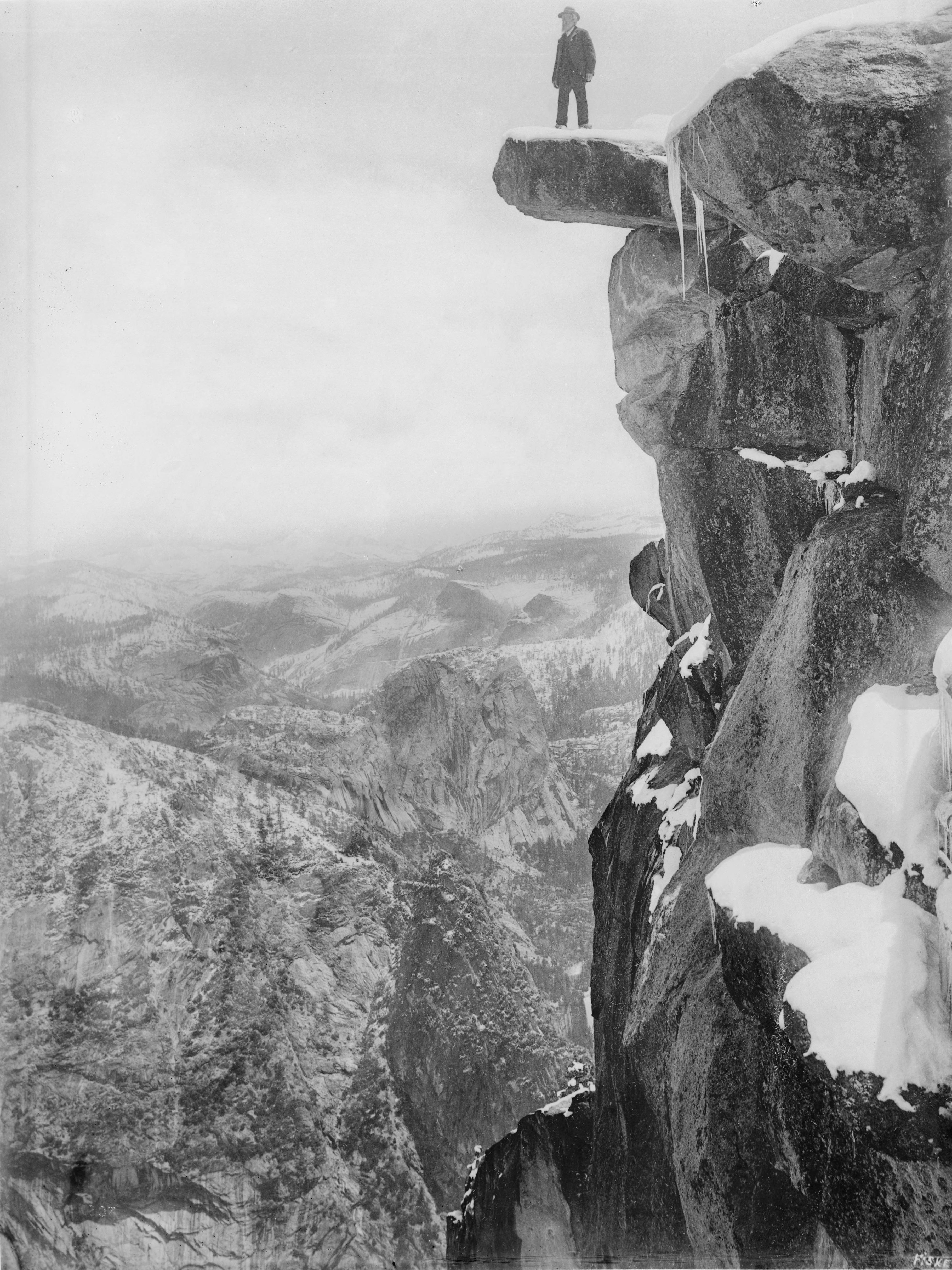
George Fiske: Overhanging Rock, Glacier Point; na snímku je dozorčí parku Galen Clark

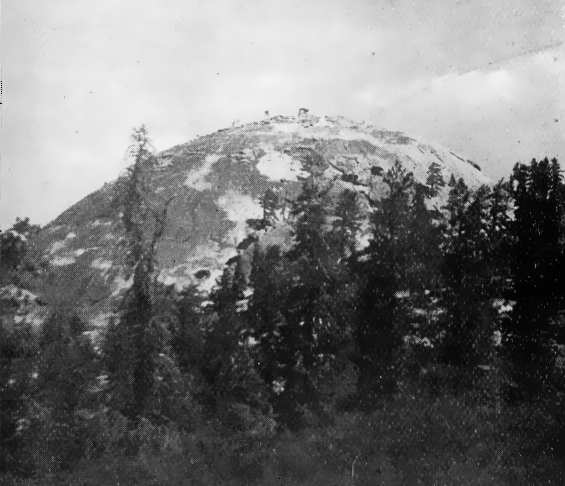
Sentinel Dome

George Fiske (22. října 1835 Amherst, New Hampshire – 21. října 1918 Yosemitský národní park, Kalifornie) byl americký krajinářský fotograf. Od roku 1879 žil a fotografoval 40 let v Yosemitském údolí. Velká část jeho fotografického díla byla ztracena.

## Život a dílo
Narodil se do rolnické rodiny z New England. Již v mladém věku se přestěhovali do Kalifornie a usadili se v San Franciscu. Tam se zpočátku učil jako bankovní úředník než se začal věnovat fotografování. Udělal několik fotografických zakázek pro společnost Thomase Housewortha. Ten mu údajně řekl, aby pracoval jako asistent pro Charlese Leandera Weeda (1824-1903), fotografa, který v roce 1859 pořídil první známé snímky v Yosemite Valley. Také Carleton E. Watkins (1829-1916) měl prý Fiskeho doprovázet, než tam sám v 60. letech 19. století fotografoval.
V roce 1879 se Fiske přestěhoval s manželkou do Yosemite Valley, které stát Kalifornie prohlásil přírodní rezervací. V následujících desetiletích tam celoročně žil. Na rozdíl od jiných autorů, kteří se specializovali na pořizování portrétů návštěvníků parku, Fiske se zaměřil na fotografickou dokumentaci přírodních jevů.
Fiske byl první, kdo zaznamenával tuto oblast v zimě, a vůbec celoročně, jeho často velkolepé fotografie jsou prodávány jako jednotlivé obrazy nebo v kvalitních albech, zejména v pozdějších letech. Pracoval také s Galenem Clarkem, dozorčím parku. V Clarkově knize The Yosemite Valley (1910) se nachází celá řada Fiskeho fotografií.
Velká část Fiskeho negativů byla zničeno v roce 1904 při požáru v jeho chatě, která mu sloužila zároveň jako fotografická laboratoř. Fiskemu bylo v té době téměř 70 let. Ve zbytku svého života se snažil znovu zrekonstruovat, co bylo ztraceno na starých snímcích, pořizoval je znovu, avšak s lepší kvalitou.
Fiskeho první manželka zemřela v roce 1896. Znovu se oženil, a svou druhou ženu opět ztratil počátkem roku 1918. Unaven životem, George Fiske o několik měsíců později zemřel ve své chatě v Yosemitském národním parku jeden den před svými 83. narozeninami.
Ve 20. letech 20. století přitáhly Fiskeho fotografie pozornost Ansela Adamse. Z některých Fiskeových velkoformátových negativů pořizoval kopie a zastával názor, že by Fiskeho práce měly být archivovány vhodným způsobem, avšak bez úspěchu. Ty, uskladněné na pile společnosti Yosemitský park, podlehly v roce 1943 dalšímu požáru.